# Tamera Foster
Tamera, también conocida como Tamera Foster y TAMERA, es una cantante y compositora inglesa de afrobeat y R&B que compitió en la décima temporada de The X Factor en 2013. Al lograr un quinto lugar, cuartos de final, posteriormente firmó con Syco Music. contrato de grabación.

## Primeros años
Tamera creció escuchando muchos géneros musicales, pero se inspiró principalmente en Whitney Houston, Missy Elliott, Erykah Badu, Sammy Davis Jr., James Brown y Beyonce. También disfrutaba del dibujo y la pintura, que se convirtieron en pasatiempos más serios en su adolescencia. Después de ser animada por su madre y su abuela, Tamera actuó en la iglesia, así como en varios espectáculos de talentos locales. Decidió hacer una audición para The X Factor una semana antes del programa, a la edad de 16 años. Afirmó tener sinestesia.

## Carrera

### 2013: The X Factor
Compitió en la décima temporada de The X Factor en 2013. Fue eliminada en los cuartos de final y terminó en quinto lugar. Posteriormente, el exjuez Simon Cowell la contrató para su sello Syco Music después de apodarla "la Rihanna británica".

### 2014-2022: Syco Music and Afrodite
Después de su paso por The X Factor, Tamera firmó un contrato con Syco Music en marzo de 2014, a la edad de 17 años.
Tamera fue enviada a campamentos de escritura en Los Ángeles, Nueva York y Suecia, y trabajó con el productor Kamille en las primeras sesiones de escritura de álbumes con influencia pop. En una carga de vlog de YouTube de diciembre de 2014, ahora eliminada, de una sesión de estudio detrás de escena de Tamera, se mostró una canción titulada "Hit You Like A Bullet" junto con una versión de jazz de "Santa Claus Is Comin' to Town". Al no llegar a un acuerdo con el sello sobre una dirección musical, la música de Syco nunca se materializó, y Tamera esperó a que expirara el contrato de 3 años. Se separó del sello en 2016, Tamera fue acreditada como coautora del sencillo de Bakermat de 2017 "Don't Want You Back". En 2019, Tamera firmó un contrato discográfico no revelado con el sello londinense Moonshyne Music Ltd. y el distribuidor musical AWAL, y posteriormente lanzó su sencillo debut "Romeo" producido por Parker Ighile. Más tarde lanzó el segundo sencillo "Don't Phone", así como el tercer sencillo "Flipside" producido por Future Cut y Oscar Scheller. Billboard describió el sonido de su cuarto sencillo "Wickedest" como "la encarnación de la suavidad". Cuthbert lanzó su EP debut Afrodite, con producción ejecutiva de P2J, en 2021. The Clash lo revisó positivamente y lo describió como un "cálido abrazo de la energía femenina... destacando la herencia africana y griega de la cantante entre riffs sedosos e íntimos. composición". En noviembre de 2022, lanzó el sencillo "Insensitive", que recibió el honor de "pista del día" en Clash y fue anunciado como un "excelente regreso".

### 2023-presente: Lost In Translation
En febrero de 2023, Tamera lanzó "Frozen", un sencillo de electro-dance coescrito por el artista de OVO Sound Majid Al Maskati. Su segundo EP Lost In Translation se lanzó en noviembre de 2023 y contenía "40 Days", su primer sencillo en la lista de singles Afrobeats del Reino Unido. En diciembre de 2023, Tamera fue nominada a "Mejor actriz revelación" en la 26.ª edición de los premios MOBO.

## Premios y nominaciones
| Año  | Ceremonia        | Premio                  | Resultado | Ref    |
| ---- | ---------------- | ----------------------- | --------- | ------ |
| 2024 | 26th MOBO Awards | Mejor actriz revelación | Nominada  | [ 17 ] |